# Alter Bridge

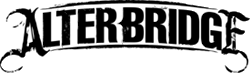
Logo-ul Oficial Alter Bridge

Alter Bridge este o formație de rock, formată în 2004, în Orlando, Florida, de către chitaristul Mark Tremonti, basistul Brian Marshall și bateristul Scott Phillips, care sunt de asemenea membri ai formației Creed.

## Date generale
Solistul Myles Kennedy, fost membru al The Mayfield Four și actualul solist al proiectului solo al legendarului chitarist Slash, s-a alăturat trupei după puțin de la formarea acesteia. Mark Tremonti a numit formația după numele unui pod din Detroit, Michigan, din apropierea fostei sale case, situată pe Alter Road.
În ciuda succesului trupei Creed, premiată cu multi-platinum, One Day Remains - primul lor album de studio realizat cu Wind-up Records în august 2004 - a obținut doar aur. După primul turneu al trupei, în anul 2006, aceștia au renunțat la contractul cu Wind-up Records și au semnat cu Universal Republic, cu care au lansat al doilea album, Blackbird, în octombrie 2007. Deși primul album a primit critici mixte, cel de-al doilea a avut un mai mare succes din acest punct de vedere. Alter Bridge au petrecut următorii doi ani mergând în turnee și lucrând la diferite proiecte, înainte de a se reuni în 2010 pentru a lansa un nou album, AB III. Noul album, realizat în octombrie 2010 cu Roadrunner Records, a primit aprecierea criticilor. În ianuarie 2011, trupa Alter Bridge a lansat primul album live și film-concert, Live from Amsterdam. Următorul concert-film, Live at Wembley, este programat pentru 27 martie 2012.
La început, muzica celor de la Alter Bridge a fost comparată cu cea scrisă de Creed. Totuși, trupa a avut multe realizări și a primit laude în ultimii ani, în ciuda succesului relativ scăzut și sprijinului din partea casei de discuri. Alter Bridge au devenit cunoscuți pentru lungile și desele lor turnee și pentru fanii lor loiali. Membrii formației sunt implicați în proiecte solo și sesiuni de lucru, cum ar fi Creed, colaborările lui Myles Kennedy cu Slash și cu foștii membrii ai trupei Led Zeppelin. În anul 2009, Ultimate Guitar Archive i-au numit pe cei de la Alter Bridge a 36-a cea mai importantă trupă a deceniului.

## Discografie
- One Day Remains (2004)
- Blackbird (2007)
- AB III (2010)
- Fortress (2013)